# Batelling
Batelling (Schreibvariante: Batteling) ist eine Ortschaft im westafrikanischen Staat Gambia.
Nach einer Berechnung für das Jahr 2013 leben dort etwa 354 Einwohner, das Ergebnis der letzten veröffentlichten Volkszählung von 1993 betrug 315.

## Geographie
Batelling liegt in der Lower River Region im Distrikt Kiang West. Der Ost liegt rund 4,5 Kilometer nordwestlich von Wurokang, an der South Bank Road, entfernt.

## Kultur und Sehenswürdigkeiten
Zwischen Batelling und Kwinella ist ein historischer See als Kultstätte unter dem Namen Mofadinka und ein heiliger Baum in Batelling unter dem Namen Kabba Tree bekannt.
Nach einer Auflistung des National Centre for Arts and Culture war Batelling ein Standort eines Tatos.